# Fenoambany
Fenoambany is een plaats en commune in het zuiden van Madagaskar, behorend tot het district Vangaindrano, dat gelegen is in de regio Atsimo-Atsinanana. Tijdens een volkstelling in 2001 telde de plaats 6.620 inwoners.
De plaats biedt enkel lager onderwijs aan. 94 % van de bevolking werkt als landbouwer. Het belangrijkste landbouwproduct zijn rijst en koffie; andere belangrijke producten zijn kruidnagel en peper. Verder is 1 % actief in de dienstensector en 5% in de visserij.